# Noor Akid Nordin
Noor Akid Nordin  (* 28. Oktober 1996 in Singapur), mit vollständigen Namen Noor Akid bin Nordin, ist ein singapurischer Fußballspieler.

## Karriere
Noor Akid Nordin stand von 2014 bis 2015 bei Balestier Khalsa unter Vertrag. Der Verein spielte in der ersten Liga, der S. League. 2014 gewann er mit Khalsa den Singapore Cup. Im Endspiel besiegte man am 7. November 2019 Home United mit 3:1. Im Endspiel des Singapore League Cup stand er 2015. Hier verlor man das Finale mit 2:1 gegen Albirex Niigata (Singapur). Wo er von 2016 bis 2017 gespielt hat, ist ungekannt. Von 2018 bis 2019 stand er wieder bei Balestier Khalsa unter Vertrag. Die Saison 2019 wurde er von Khalsa an Albirex Niigata (Singapur) ausgeliehen. Nach Ende der Ausleihe wurde er von Albirex fest verpflichtet. Die Saison 2020 wurde er mit Albirex singapurischer Meister.
Seit dem 1. Januar 2021 ist er vertrags- und vereinslos.

## Erfolge
Balestier Khalsa
- Singapore Cup

Sieger: 2014
- Singapore League Cup

Finalist 2015
Albirex Niigata (Singapur)
Singapore Premier League: 2020